# Juncus alexandri
Juncus alexandri är en tågväxtart som beskrevs av Lawrence Alexander Sidney Johnson. Juncus alexandri ingår i släktet tåg, och familjen tågväxter. Inga underarter finns listade i Catalogue of Life.